# Бородин, Владимир Михайлович
Владимир Михайлович Бородин (29 января 1949 — 22 августа 2021) — советский гандболист, позже советский и российский гандбольный тренер. Заслуженный тренер России.

## Биография
Начинал заниматься гандболом в Краснодаре, играл вместе с Владимиром Максимовым и Евгением Трефиловым. Карьеру завершил в 1971 году после того, как попал в автомобильную аварию.
Как тренер, Бородин работал в Кингисеппе и Петрозаводске: выиграл со своей командой Спартакиаду народов СССР. В 1987 году стал государственным тренером Школы высшего спортивного мастерства в Астрахани. Работал долгое время главным тренером ахтубинского гандбольного клуба «Авиатор», прежде чем выйти на пенсию.
Среди воспитанников Бородина выделялись такие игроки, как олимпийские чемпионы Лев Воронин, Василий Кудинов и Вячеслав Атавин, а также главный тренер «Пермских медведей» и мужской сборной России Валентин Бузмаков.